# Sitanion jubatum
Sitanion jubatum är en gräsart som beskrevs av Jared Gage Smith. Sitanion jubatum ingår i släktet Sitanion och familjen gräs. Inga underarter finns listade i Catalogue of Life.